# 村井勝
村井 勝（むらい まさる、1937年3月29日 - ）は、日本の実業家。兵庫県芦屋市出身。米カリフォルニア大学ロスアンゼルス校（UCLA)経営学部大学院修士課程修了。
米国IBM入社（1962年）N.Y.ミッドタウンオフィス勤務。1960年春、UCLAの入学手続きに行った際、受付の隣にはIBM社が寄付したウェスターンデータセンターがあり、中にはIBM7090が稼働していた。そのそばには江崎ダイオードが飾られていた。世界初の半導体コンピュータを目の当たりにして、深い感動を覚え、コンピュータ業界に骨をうずめる決心をした。当時、コンピュータの実物を目の当たりにした数少ない日本人であったろう。卒業後、米国IBMに入社し、30年間日米はじめ、カナダ、中南米、オーストラリア、アジアなどを担当した。アナログとディジタル通信を同時に扱う電話交換機のロルム社の買収や、通信機器全般にも携わる。1991年、日本IBM退職後、コンパックコンピュータの日本法人設立に関与し、コン
パックコンピュータ株式会社初代社長に就任。当時、日本のパーソナル・コンピュータ市場は、日本語専用仕様のパーソナル・コンピュータを販売していた。そのため、世界標準のものに比べ、はるかに高い市場価格で販売されていた。コンパックコンピュータ㈱は、世界標準のパーソナル・コンピュータに日本語ソフトを搭載するコンピュータを拡販する活動をマイクロソフト社と共同で推進した。ハードウェアを国際標準にすることで、大幅な製品コストの低減に貢献し、ソフトを含めた市場価格は世界標準並みに低減することに成功した。初代コンパック社長。TXアントレプレナーパートナーズ代表。株式会社一柳アソシエイツ（特別顧問）。
著書には『元外資系IT社長が明かす！　会社の「強み」が企業を壊すとき』などがある。

## 経歴
- 1953年　関西学院中学部卒業。
- 1956年　関西学院高等部卒業。
- 1956年　関西学院大学商学部入学。
- 1960年　関西学院大学商学部卒業。
- 1962年　カリフォルニア大学ロサンゼルス校ビジネススクール修了（MBA）。
- 1962年　米国IBM入社（ニューヨーク・ミッドタウン・オフィス勤務）。
- 1963年　日本IBM転籍後、我が国初のオンラインバンキングシステム設計、構築に携わる。
- 1980年　IBMアメリカ/極東地区本社部長
- 1986年　日本IBM通信事業統括本部長
- 1991年　日本IBM退社
- 1991年　コンパック株式会社設立後代表取締役に就任
- 1996年　外資系情報産業研究会 会長。
- 1996年　在日米国商工会議所 理事。
- 1997年　コンパック株式会社 会長
- 1998年　コンパック株式会社 顧問
- 1999年　コンパック株式会社退社
- 2000年　Entrepreneur of The Year Japan 2000　の審査委員長を3年務める
- 2009年　TXアントレプレナーパートナーズ設立、代表に就任

その他：株式会社一柳アソシエイツ特別顧問

## 書籍
- 著書『元外資系IT社長が明かす！会社の「強み」が企業を壊すとき』
- 著書『世界で勝て！―日本人よ「スーパーベンチャー起業」で本物の復活を目指せ』